# Csillag (keresztnév)
A Csillag  női név egy régi magyar személynév felújítása.

## Rokon nevek
Csilla

## Gyakorisága
Az újszülötteknek adott nevek körében az 1990-es években szórványos volt. A 2000-es és a 2010-es években sem szerepelt a 100 leggyakrabban adott női név között.
A teljes népességre vonatkozóan a Csillag sem a 2000-es, sem a 2010-es években nem szerepelt a 100 leggyakrabban viselt női név között.

## Névnapok
március 22.,  augusztus 10.